# MOBILE SUIT IN ACTION!!
MOBILE SUIT IN ACTION!!（モビルスーツ・イン・アクション）は、バンダイより発売されていた塗装済完成品アクションフィギュアである。

## シリーズ概要
本シリーズはガンダムシリーズ一覧を題材とした完成品フィギュアシリーズである。「MS IN ACTION」や「MIA」と略される。
主な素材にPVC（塩化ビニル）とABS樹脂が使用されており、重量感や破損のしにくさが特徴。
エッジのシャープさなどではプラモデルのマスターグレードシリーズ／ハイグレード・ユニバーサルセンチュリーシリーズやプラスチック素材のハイコンプリートモデルプログレッシブには敵わないが、その手軽さと頑丈さが特徴。
完成体であり、ラインナップも豊富であることからコレクション性が高い。
1999年に海外輸出向け商品として発売したのをきっかけに、国内でも発売された物を第一期シリーズと呼び、後に新造形による可動範囲を追加し国内販売も前提にした物を第二期シリーズと呼ぶ。
現在までに、限定版も含めた多彩なラインナップと更なるステップアップを目指した「EXTENDED MS IN ACTION!!」が発売された。また、サンライズのアニメシリーズの主役メカを展開する「IN ACTION!! OFFSHOOT」も発売されている。
マイナーな機体も多く発売されており、ビグロ、ザクレロなどの大型MA、やギャロップ、ガンペリーといった日頃、日の目を見ないサブメカが同スケールで発売される数少ないシリーズでもあり、大型商品を期待する声は今なおある。また、同梱商品として、TINコッド、ランチ、ボール、ドダイYS、ベースジャバー、フライングアーマーなども出ており、他ではみられないアイテムも多い。

### セカンドバージョン
第二期に入り二重関節化されたものをセカンドバージョンと呼称する。それに対し、単純関節であるものをファーストバージョンと呼ぶ。セカンド化された機体は以下の通り。
- シャア専用ザク
- 量産型ザク
- ガンダム
- ジム[4]
- Ζガンダム
- ウイングガンダム
- ドム
- 黒い三連星専用高機動型ザクII
- シン・マツナガ大尉専用高機動型ザクII
- ジョニー・ライデン少佐専用高機動型ザクII

### トイズ・ドリーム・プロジェクト
アメリカで先行発売されているMIAの内、国内で需要が高くないと判断され、発売が見送られている商品を出しているシリーズ。Gガンダムのマイナーな機体やモビルビーグルシリーズなどもある。セット販売が多く、さらに価格が割高な上、数量が多くないシリーズである。
- マーメイドガンダム&ネーデルガンダム
- アシュラガンダム&スカルガンダム
- ゼウスガンダム
- ジェスターガンダム&ランバーガンダム
- マグアナック(ラシード機、アウダ機、アブドル機)
- リーオー(宇宙用、地上用)
- ファイナルデュエルセット「新たなる輝き!ゴッドガンダム誕生」（ゴッドガンダム&シャイニングガンダム）
- ジオン地球侵攻作戦(量産型ザク1st.ver.&マゼラアタック、ルッグン、ドップ、キャノンパック他)
- M&V ペガサス級強襲揚陸艦アルビオン
- M&V ザンジバル級機動巡洋艦リリー・マルレーン
- M&V ムサイ級軽巡洋艦後期型ペールギュント

### ファイナル・デュエル・セット
決闘シーンを再現するセット商品。「ラストシューティング（ガンダムとジオング）」、「スターダストメモリー（GP01FbとGP02A）」がある。機体はダメージ再現を行っているため、通常の商品と違う。

## ラインナップ

### 第一期
| 商品名                                            | 作品名                               | 発売時期           | 備考                                                               |
| ------------------------------------------------- | ------------------------------------ | ------------------ | ------------------------------------------------------------------ |
| ガンダム                                          | 機動戦士ガンダム                     | 1999年06月         |                                                                    |
| ザクII                                            | 機動戦士ガンダム                     | 1999年06月         |                                                                    |
| シャア専用 ザクII                                 | 機動戦士ガンダム                     | 1999年06月         |                                                                    |
| グフ                                              | 機動戦士ガンダム                     | 1999年08月         |                                                                    |
| ドム                                              | 機動戦士ガンダム                     | 1999年09月         |                                                                    |
| ∀ガンダム                                         | ∀ガンダム                            | 1999年09月         |                                                                    |
| ガンキャノン                                      | 機動戦士ガンダム                     | 1999年11月         |                                                                    |
| ズゴック                                          | 機動戦士ガンダム                     | 1999年12月         |                                                                    |
| ゴッグ                                            | 機動戦士ガンダム                     | 2000年01月         |                                                                    |
| シャア専用 ズゴック                               | 機動戦士ガンダム                     | 2000年02月         |                                                                    |
| シン・マツナガ専用 高機動型ザクII                 | MSV                                  | 2000年03月         |                                                                    |
| ジョニー・ライデン専用 高機動型ザクII             | MSV                                  | 2000年03月         |                                                                    |
| 黒い三連星専用 高機動型ザクII                     | MSV                                  | 2000年03月         |                                                                    |
| tetsu TOYS ガンダム                               | MIAオリジナル                        | 2000年03月         | ミュージシャンのtetsuがプロデュースした作品                        |
| tetsu TOYS ザクII                                 | MIAオリジナル                        | 2000年03月         | ミュージシャンのtetsuがプロデュースした作品                        |
| tetsu TOYS シャア専用 ザクII                      | MIAオリジナル                        | 2000年03月         | ミュージシャンのtetsuがプロデュースした作品                        |
| Ζガンダム                                         | 機動戦士Ζガンダム                    | 2000年05月         |                                                                    |
| ガンダムvsザクII 大河原邦男イラストバージョン     | 機動戦士ガンダム                     | 2000年05月         |                                                                    |
| ウイングガンダム                                  | 新機動戦記ガンダムW                  | 2000年06月         |                                                                    |
| Ζガンダム エゥーゴ・カラバ所属/アムロ・レイ仕様機 | MIAオリジナル                        | 2000年07月         | 後に発表される3号機とは異なるカラーリング JAF-COM 2000会場限定販売 |
| ジム&ボール                                       | 機動戦士ガンダム                     | 2000年08月         |                                                                    |
| ジオング                                          | 機動戦士ガンダム                     | 2000年09月         |                                                                    |
| ガルマ・ザビ専用 ザクIIFS                         | MSV                                  | 2000年09月受注開始 | ハイパーホビー誌上限定販売                                         |
| シャア・アズナブル専用 ドム                       | MIAオリジナル                        | 2000年09月受注開始 | ハイパーホビー誌上限定販売                                         |
| ビグ・ザム                                        | 機動戦士ガンダム                     | 2000年10月         | コア・ブースターが付属                                             |
| ガンダムMk-II エゥーゴバージョン                  | 機動戦士Ζガンダム                    | 2000年11月         |                                                                    |
| ガンダムMk-II ティターンズバージョン              | 機動戦士Ζガンダム                    | 2000年11月         | プリントは1・2・3号機の3種類                                       |
| ゲルググ                                          | 機動戦士ガンダム                     | 2000年12月         |                                                                    |
| ガンダムデスサイズ                                | 新機動戦記ガンダムW                  | 2000年12月         |                                                                    |
| ガンダムサンドロック                              | 新機動戦記ガンダムW                  | 2000年12月         |                                                                    |
| トールギス                                        | 新機動戦記ガンダムW                  | 2000年12月         |                                                                    |
| ガンダムヘビーアームズ                            | 新機動戦記ガンダムW                  | 2001年01月         |                                                                    |
| シェンロンガンダム                                | 新機動戦記ガンダムW                  | 2001年01月         |                                                                    |
| トールギスII                                      | 新機動戦記ガンダムW                  | 2001年01月         |                                                                    |
| シャア専用 ゲルググ                               | 機動戦士ガンダム                     | 2001年02月         |                                                                    |
| G-3ガンダム                                       | MSV                                  | 2001年02月         | 初回限定販売                                                       |
| 百式                                              | 機動戦士Ζガンダム                    | 2001年02月         |                                                                    |
| ガンタンク                                        | 機動戦士ガンダム                     | 2001年03月         |                                                                    |
| ゲルググキャノン                                  | MSV                                  | 2001年04月         | キマイラ所属エース部隊カラー                                       |
| ウイングガンダムゼロカスタム                      | 新機動戦記ガンダムW Endless Waltz    | 2001年06月         |                                                                    |
| グフ 大河原邦男イラストバージョン                 | 機動戦士ガンダム                     | 2001年06月         |                                                                    |
| ドム 大河原邦男イラストバージョン                 | 機動戦士ガンダム                     | 2001年06月         |                                                                    |
| シャア専用 ズゴック 大河原邦男イラストバージョン  | 機動戦士ガンダム                     | 2001年06月         |                                                                    |
| ジム アダム機 ジャック機                          | GUNDAM THE RIDE                      | 2001年06月         | 富士急ハイランド限定販売                                           |
| グフ&ドダイYS                                     | 機動戦士ガンダム                     | 2001年07月         | グフは塗装変更品                                                   |
| ゲルググ 黒い三連星専用機                         | MIAオリジナル                        | 2001年07月         | 20世紀おもちゃ博物館展鹿児島会場限定発販売                         |
| ゲルググ アナベル・ガトー専用機                   | 機動戦士ガンダム0083 STARDUST MEMORY | 2001年08月         | C3PRE会場&ララビットマーケット限定販売                             |
| ガンダムデスサイズヘルカスタム                    | 新機動戦記ガンダムW EndlessWaltz     | 2001年09月         |                                                                    |
| ガンダムヘビーアームズカスタム                    | 新機動戦記ガンダムW EndlessWaltz     | 2001年09月         |                                                                    |
| ガンダムサンドロックカスタム                      | 新機動戦記ガンダムW EndlessWaltz     | 2001年09月         |                                                                    |
| ガンダムナタク                                    | 新機動戦記ガンダムW EndlessWaltz     | 2001年09月         |                                                                    |
| トールギスIII                                     | 新機動戦記ガンダムW EndlessWaltz     | 2001年09月         |                                                                    |
| ギャビー・ハザード専用 高機動型ザク               | MSV                                  | 2002年08月受注開始 | 電撃ホビーマガジン10月号誌上限定販売                               |
| ロバート・ギリアム専用 高機動型ザク               | MSV                                  | 2003年05月受注開始 | 電撃ホビーマガジン7月誌上限定販売                                  |

### 第二期
| 商品名                                                 | 作品名                                       | 発売時期       | 備考                                                              |
| ------------------------------------------------------ | -------------------------------------------- | -------------- | ----------------------------------------------------------------- |
| ガンダム・セカンドバージョン                           | 機動戦士ガンダム                             | 2001年08月     |                                                                   |
| デンドロビウム                                         | 機動戦士ガンダム0083 STARDUST MEMORY         | 2001年09月     |                                                                   |
| ガンダムNT-1                                           | 機動戦士ガンダム0080 ポケットの中の戦争      | 2001年10月     | チョバムアーマーが付属                                            |
| 陸戦型ガンダム                                         | 機動戦士ガンダム 第08MS小隊                  | 2001年10月     |                                                                   |
| ガンダムEz-8                                           | 機動戦士ガンダム 第08MS小隊                  | 2001年11月     | ホバートラックが付属                                              |
| サイコガンダム                                         | 機動戦士Ζガンダム                            | 2001年12月     |                                                                   |
| 旧ザク                                                 | 機動戦士ガンダム                             | 2002年01月     |                                                                   |
| ギャン                                                 | 機動戦士ガンダム                             | 2002年01月     |                                                                   |
| ビグロ & 黒い三連星専用旧ザク                          | 機動戦士ガンダム&MSV                         | 2002年02月     |                                                                   |
| ザクレロ & ジョニー・ライデン専用高機動型ゲルググ      | 機動戦士ガンダム&MSV                         | 2002年02月     |                                                                   |
| アッガイ & ゾック                                      | 機動戦士ガンダム                             | 2002年03月     |                                                                   |
| ギャロップ & ランバ・ラル専用旧ザク                    | 機動戦士ガンダム&MSV                         | 2002年03月     |                                                                   |
| ガンペリー & 陸戦型ジム                                | 機動戦士ガンダム&機動戦士ガンダム 第08MS小隊 | 2002年03月     |                                                                   |
| ケンプファー                                           | 機動戦士ガンダム0080 ポケットの中の戦争      | 2002年04月     |                                                                   |
| νガンダム                                              | 機動戦士ガンダム 逆襲のシャア                | 2002年05月     |                                                                   |
| サザビー                                               | 機動戦士ガンダム 逆襲のシャア                | 2002年05月     |                                                                   |
| リ・ガズィ                                             | 機動戦士ガンダム 逆襲のシャア                | 2002年06月     |                                                                   |
| シャイニングガンダム                                   | 機動武闘伝Gガンダム                          | 2002年06月     |                                                                   |
| キュベレイ                                             | 機動戦士Ζガンダム                            | 2002年07月     |                                                                   |
| ガンダムマックスター                                   | 機動武闘伝Gガンダム                          | 2002年07月     |                                                                   |
| ドラゴンガンダム                                       | 機動武闘伝Gガンダム                          | 2002年07月     |                                                                   |
| ガンダムローズ                                         | 機動武闘伝Gガンダム                          | 2002年07月     |                                                                   |
| ボルトガンダム                                         | 機動武闘伝Gガンダム                          | 2002年07月     |                                                                   |
| ネロスガンダム                                         | 機動武闘伝Gガンダム                          | 2002年07月     |                                                                   |
| ヤクト・ドーガ(ギュネイ機)                             | 機動戦士ガンダム 逆襲のシャア                | 2002年08月     |                                                                   |
| ヤクト・ドーガ(クェス機)                               | 機動戦士ガンダム 逆襲のシャア                | 2002年08月     |                                                                   |
| ギラ・ドーガ                                           | 機動戦士ガンダム 逆襲のシャア                | 2002年08月     |                                                                   |
| ギラ・ドーガ(レズン機)                                 | 機動戦士ガンダム 逆襲のシャア                | 2002年08月     |                                                                   |
| ゴッドガンダム                                         | 機動武闘伝Gガンダム                          | 2002年08月     |                                                                   |
| ノーベルガンダム                                       | 機動武闘伝Gガンダム                          | 2002年08月     |                                                                   |
| ガンダムシュピーゲル                                   | 機動武闘伝Gガンダム                          | 2002年08月     |                                                                   |
| クーロンガンダム                                       | 機動武闘伝Gガンダム                          | 2002年08月     |                                                                   |
| ジョンブルガンダム                                     | 機動武闘伝Gガンダム                          | 2002年08月     |                                                                   |
| マンダラガンダム                                       | 機動武闘伝Gガンダム                          | 2002年08月     |                                                                   |
| ΖΖガンダム                                             | 機動戦士ガンダムΖΖ                           | 2002年09月     |                                                                   |
| マスターガンダム & 風雲再起                            | 機動武闘伝Gガンダム                          | 2002年09月     |                                                                   |
| 黒い三連星専用旧ザク                                   | MSV                                          | 2002年10月     | ビグロ付属の分売品                                                |
| ジョニー・ライデン専用高機動型ゲルググ                 | MSV                                          | 2002年10月     | ザクレロ付属の分売品                                              |
| シャア専用ザク・セカンドバージョン                     | 機動戦士ガンダム                             | 2002年11月     |                                                                   |
| デビルガンダム第1形態                                  | 機動武闘伝Gガンダム                          | 2002年11月     |                                                                   |
| 量産型ザクII・セカンドバージョン                       | 機動戦士ガンダム                             | 2002年12月     |                                                                   |
| 天剣絶刀ガンダムヘブンズソード & デスアーミー          | 機動武闘伝Gガンダム                          | 2002年12月     |                                                                   |
| 笑倣江湖ウォルターガンダム & ライジングガンダム        | 機動武闘伝Gガンダム                          | 2002年12月     |                                                                   |
| ジオン公国軍 ウェポンセット                            | 機動戦士ガンダム                             | 2002年12月25日 | 電撃ホビーマガジン2月号付録                                       |
| 獅王争覇グランドガンダム                               | 機動武闘伝Gガンダム                          | 2003年01月     |                                                                   |
| リック・ディアス                                       | 機動戦士Ζガンダム                            | 2003年02月     | カラーリングは赤                                                  |
| ジ・O                                                  | 機動戦士Ζガンダム                            | 2003年03月     |                                                                   |
| デビルガンダム最終形態                                 | 機動武闘伝Gガンダム                          | 2003年04月     |                                                                   |
| Ζガンダム・セカンドバージョン                          | 機動戦士Ζガンダム                            | 2003年05月     |                                                                   |
| ジェガン                                               | 機動戦士ガンダム 逆襲のシャア                | 2003年05月     |                                                                   |
| キュベレイMk-II(エルピー・プル機)                      | 機動戦士ガンダムΖΖ                           | 2003年06月     |                                                                   |
| キュベレイMk-II(プルツー機)                            | 機動戦士ガンダムΖΖ                           | 2003年06月     |                                                                   |
| グフカスタム                                           | 機動戦士ガンダム 第08MS小隊                  | 2003年06月     |                                                                   |
| マーメイドガンダム&ネーデルガンダム                    | 機動武闘伝Gガンダム                          | 2003年06月     | トイズドリームプロジェクト限定販売                                |
| ジム・カスタム                                         | 機動戦士ガンダム0083 STARDUST MEMORY         | 2003年07月     |                                                                   |
| ジム・キャノンII                                       | 機動戦士ガンダム0083 STARDUST MEMORY         | 2003年07月     |                                                                   |
| 陸戦型ガンダム ジムヘッド                              | 機動戦士ガンダム 第08MS小隊                  | 2003年07月     |                                                                   |
| 陸戦型ジム                                             | 機動戦士ガンダム 第08MS小隊                  | 2003年07月     | ガンペリー付属の分売品                                            |
| ジム・スナイパー                                       | 機動戦士ガンダム 第08MS小隊                  | 2003年07月     |                                                                   |
| ガンダム試作1号機                                      | 機動戦士ガンダム0083 STARDUST MEMORY         | 2003年08月     | 海外版とは別造形                                                  |
| シン・マツナガ専用高機動型ザク・セカンドバージョン     | MSV                                          | 2003年08月     |                                                                   |
| ジョニー・ライデン専用高機動型ザク・セカンドバージョン | MSV                                          | 2003年08月     |                                                                   |
| 黒い三連星専用高機動型ザク・セカンドバージョン         | MSV                                          | 2003年08月     |                                                                   |
| ザメル                                                 | 機動戦士ガンダム0083 STARDUST MEMORY         | 2003年09月     |                                                                   |
| アシュラガンダム&スカルガンダム                        | 機動武闘伝Gガンダム                          | 2003年09月     | トイズドリームプロジェクト限定販売                                |
| MIA5周年記念 ガンダムvsシャア専用ザク ガルマ散る       | 機動戦士ガンダム                             | 2003年09月     | 共にファーストバージョン                                          |
| MIA5周年記念 ガンダムvsグフ ランバ・ラル特攻!          | 機動戦士ガンダム                             | 2003年09月     | ガンダムはファーストバージョン コンビニ限定販売                   |
| ガンダム4号機                                          | 機動戦士ガンダム外伝 宇宙、閃光の果てに…     | 2003年09月04日 | 『機動戦士ガンダム めぐりあい宇宙』 限定版付属品                  |
| ガンダム試作2号機                                      | 機動戦士ガンダム0083 STARDUST MEMORY         | 2003年10月     | 海外版とは別造形                                                  |
| ガンダム5号機                                          | 機動戦士ガンダム外伝 宇宙、閃光の果てに…     | 2003年10月     |                                                                   |
| ウイングガンダム・セカンドバージョン                   | 新機動戦記ガンダムW                          | 2003年11月     |                                                                   |
| ガンダムエピオン                                       | 新機動戦記ガンダムW                          | 2003年11月     | 海外ではセカンドバージョンとして発売                              |
| シャア専用ザクルウム戦役バージョン                     | MSV                                          | 2003年11月27日 | ニンテンドー ゲームキューブシャア専用BOX付属品                    |
| ウイングガンダムゼロ                                   | 新機動戦記ガンダムW                          | 2003年12月     | 海外ではセカンドバージョンとして発売                              |
| ララァ・スン専用モビルアーマー                         | 機動戦士ガンダム                             | 2003年12月     | 劇中ではエルメスと呼称                                            |
| コア・ブースター                                       | 機動戦士ガンダム                             | 2003年12月25日 | プリントは006 電撃ホビーマガジン2月号付録                         |
| ドズル・ザビ専用ザク                                   | MSV                                          | 2004年01月     | ドップが付属                                                      |
| ガルマ・ザビ専用ザク                                   | MSV                                          | 2004年01月     | ガルマ専用ドップが付属                                            |
| ゼウスガンダム                                         | 機動武闘伝Gガンダム                          | 2004年01月     | トイズドリームプロジェクト限定販売                                |
| ガンダムデスサイズヘル                                 | 新機動戦記ガンダムW                          | 2004年02月     | 海外ではセカンドバージョンとして発売                              |
| アルトロンガンダム                                     | 新機動戦記ガンダムW                          | 2004年02月     | 海外ではセカンドバージョンとして発売                              |
| ランバーガンダム&ジェスターガンダム                    | 機動武闘伝Gガンダム                          | 2004年03月     | トイズドリームプロジェクト限定販売                                |
| ガンダム ティターンズカラー                            | 機動戦士ガンダム ギレンの野望                |                | 電撃ホビーマガジン誌上限定販売                                    |
| Ζガンダム グリーンダイバーズバージョン                 | ガンダム新体験 グリーンダイバーズ            |                | GUNDAM REAL TOY COLLECTION誌上限定販売                            |
| ステイメン劇中カラーバージョン                         | 機動戦士ガンダム0083 STARDUST MEMORY         |                | 電撃ホビーマガジン誌上限定販売                                    |
| キャスバル専用ガンダム                                 | 機動戦士ガンダム ギレンの野望                |                | 『機動戦士ガンダム ギレンの野望 ジオン独立戦争記』 購入者限定販売 |
| G-3ガンダム                                            | MSV                                          |                | 富士急ハイランド限定販売                                          |
| ガンダムロールアウトカラー                             | MSV                                          |                | C32003会場&ララビットマーケット限定販売                           |
| エリオット・レム専用高機動型ザク                       | MSV                                          |                | 電撃ホビーマガジン誌上限定販売                                    |
| 釈由美子専用ザクII                                     | MIAオリジナル                                |                | ガンダムエース誌上限定販売                                        |
| マサヤ・ナカガワ専用高機動型ザク                       | MSV                                          |                | MOBILE SUIT IN ACTION パーフェクトガイド 誌上限定販売             |

### 第三期
| 商品名                                                   | 作品名                                  | 発売時期               | 備考                                                                                 |
| -------------------------------------------------------- | --------------------------------------- | ---------------------- | ------------------------------------------------------------------------------------ |
| フルアーマーガンダム                                     | MSV                                     | 2004年04月             | ガンダム本体と一部装甲が着脱可能。間接などが1stとも2ndとも違うためver1.5と呼ばれる。 |
| エールストライクガンダム                                 | 機動戦士ガンダムSEED                    | 2004年05月             | スカイグラスパーが付属                                                               |
| ガンダムアストレイ レッドフレーム                        | 機動戦士ガンダムSEED ASTRAY             | 2004年05月             |                                                                                      |
| ガンダムアストレイ ブルーフレーム                        | 機動戦士ガンダムSEED ASTRAY             | 2004年05月             |                                                                                      |
| ドム セカンドバージョン                                  | 機動戦士ガンダム                        | 2004年06月             |                                                                                      |
| マグアナック ラシード機・アウダ機・アブドル              | 新機動戦記ガンダムW                     | 2004年06月             | トイズドリームプロジェクト限定販売                                                   |
| ガンダム セカンドバージョン                              | 機動戦士ガンダム                        | 2004年07月             | 既発売のパッケージ変更品                                                             |
| リック・ディアス                                         | 機動戦士Ζガンダム                       | 2004年07月             | 初期一般機カラー                                                                     |
| 百式＆メガ・バズーカ・ランチャー                         | 機動戦士Ζガンダム                       | 2004年08月             |                                                                                      |
| ニューガンダム                                           | 機動戦士ガンダム 逆襲のシャア           | 2004年08月             | 既発売のパッケージ変更品                                                             |
| サザビー                                                 | 機動戦士ガンダム 逆襲のシャア           | 2004年08月             | 既発売のパッケージ変更品                                                             |
| ストライク・ルージュ&ランチャー/ソードストライカー       | 機動戦士ガンダムSEED                    | 2004年08月             |                                                                                      |
| バスターガンダム                                         | 機動戦士ガンダムSEED                    | 2004年08月             |                                                                                      |
| ゼータガンダム セカンドバージョン                        | 機動戦士Ζガンダム                       | 2004年09月             | 既発売のパッケージ変更品                                                             |
| ダブルゼータガンダム                                     | 機動戦士ガンダムΖΖ                      | 2004年09月             | 既発売のパッケージ変更品                                                             |
| モビルジン                                               | 機動戦士ガンダムSEED                    | 2004年09月             | 劇中ではジンと呼称                                                                   |
| モビルジン(ミゲル・アイマン専用機)                       | ガンダムSEED MSV                        | 2004年09月             | 同上                                                                                 |
| リーオー[宇宙軍仕様&地上軍仕様]                          | 新機動戦記ガンダムW                     | 2004年09月             | トイズドリームプロジェクト限定販売                                                   |
| ジオング                                                 | 機動戦士ガンダム                        | 2004年10月             | 既発売のパッケージ変更品                                                             |
| リック・ドム                                             | 機動戦士ガンダム                        | 2004年10月             |                                                                                      |
| フォースインパルスガンダム                               | 機動戦士ガンダムSEED DESTINY            | 2004年10月             |                                                                                      |
| ソードインパルスガンダム                                 | 機動戦士ガンダムSEED DESTINY            | 2004年10月             |                                                                                      |
| シャア専用ザク セカンドバージョン                        | 機動戦士ガンダム                        | 2004年11月             | 既発売のパッケージ変更品                                                             |
| ジム&ランチ                                              | 機動戦士ガンダム                        | 2004年11月             |                                                                                      |
| ブリッツガンダム                                         | 機動戦士ガンダムSEED                    | 2004年11月             |                                                                                      |
| ブラストインパルスガンダム                               | 機動戦士ガンダムSEED DESTINY            | 2004年11月             |                                                                                      |
| セイバーガンダム                                         | 機動戦士ガンダムSEED DESTINY            | 2004年11月             |                                                                                      |
| プロトタイプガンダム                                     | MSV                                     | 2004年12月             | TINコッドが付属                                                                      |
| デュエルガンダム                                         | 機動戦士ガンダムSEED                    | 2004年12月             |                                                                                      |
| ガイアガンダム                                           | 機動戦士ガンダムSEED DESTINY            | 2004年12月             |                                                                                      |
| カオスガンダム                                           | 機動戦士ガンダムSEED DESTINY            | 2004年12月             |                                                                                      |
| アビスガンダム                                           | 機動戦士ガンダムSEED DESTINY            | 2004年12月             |                                                                                      |
| ファイナルデュエルセット 新たなる輝き!ゴッドガンダム誕生 | 機動武闘伝Gガンダム                     | 2004年12月             | ゴッドガンダムとシャイニングガンダムのセット トイズドリームプロジェクト限定販売      |
| スカイグラスパー制式採用機                               | 機動戦士ガンダムSEED DESTINY ASTRAY     | 2004年12月25日         | 電撃ホビーマガジン2月号付録                                                          |
| フリーダムガンダム                                       | 機動戦士ガンダムSEED                    | 2005年01月             | パッケージは『SEED DESTINY』仕様                                                     |
| ブレイズザクファントム レイ・ザ・バレル専用機            | 機動戦士ガンダムSEED DESTINY            | 2005年01月             |                                                                                      |
| スラッシュザクファントム イザーク・ジュール専用機        | 機動戦士ガンダムSEED DESTINY            | 2005年01月             |                                                                                      |
| ガナーザクウォーリア ルナマリア・ホーク専用機            | 機動戦士ガンダムSEED DESTINY            | 2005年02月             |                                                                                      |
| ゲイツR                                                  | 機動戦士ガンダムSEED DESTINY            | 2005年02月             |                                                                                      |
| ダガーL                                                  | 機動戦士ガンダムSEED DESTINY            | 2005年02月             | ジェットストライカーが付属                                                           |
| マラサイ                                                 | 機動戦士Ζガンダム                       | 2005年03月             |                                                                                      |
| ガナーザクウォーリア                                     | 機動戦士ガンダムSEED DESTINY            | 2005年03月             |                                                                                      |
| ディアクティブセット フェイズ ザフト                     | 機動戦士ガンダムSEED DESTINY            | 2005年03月             | インパルス・セイバーガンダムのディアクティブモードカラーセット                       |
| ディアクティブセット フェイズ スリージー                 | 機動戦士ガンダムSEED DESTINY            | 2005年03月             | カオス・アビス・ガイアガンダムのディアクティブモードカラーセット                     |
| ジオン軍地球侵攻作戦                                     | 機動戦士ガンダム                        | 2005年03月             | ザクII・マゼラアタック・ルッグンのセット トイズドリームプロジェクト限定販売          |
| アッシマー                                               | 機動戦士Ζガンダム                       | 2005年04月             |                                                                                      |
| ブレイズザクファントム ハイネ・ヴェステンフルス専用機    | 機動戦士ガンダムSEED DESTINY            | 2005年04月             |                                                                                      |
| ダークダガーL                                            | 機動戦士ガンダムSEED DESTINY            | 2005年05月             | ドッペルホルン連装無反動砲が付属                                                     |
| ガルバルディβ                                            | 機動戦士Ζガンダム                       | 2005年05月             |                                                                                      |
| ハイザック                                               | 機動戦士Ζガンダム                       | 2005年06月             |                                                                                      |
| デスティニーガンダム                                     | 機動戦士ガンダムSEED DESTINY            | 2005年06月             |                                                                                      |
| ウィンダム ネオ・ロアノーク専用機                        | 機動戦士ガンダムSEED DESTINY            | 2005年06月             | ジェットストライカーが付属                                                           |
| ゲイツ                                                   | 機動戦士ガンダムSEED                    | 2005年07月             |                                                                                      |
| ストライクフリーダムガンダム                             | 機動戦士ガンダムSEED DESTINY            | 2005年07月             |                                                                                      |
| ウィンダム                                               | 機動戦士ガンダムSEED DESTINY            | 2005年08月             |                                                                                      |
| ストライクダガー                                         | 機動戦士ガンダムSEED                    | 2005年09月             |                                                                                      |
| インフィニットジャスティスガンダム                       | 機動戦士ガンダムSEED DESTINY            | 2005年09月             |                                                                                      |
| ストライクルージュ                                       | 機動戦士ガンダムSEED DESTINY            | 2005年09月             | エールストライカーが付属                                                             |
| ガイアガンダム アンドリュー・バルトフェルド専用機        | 機動戦士ガンダムSEED DESTINY            | 2005年09月             |                                                                                      |
| ブレイズザクファントム ディアッカ・エルスマン専用機      | 機動戦士ガンダムSEED DESTINY            | 2005年09月             |                                                                                      |
| ハイザック 地球連邦軍カラー                              | 機動戦士Ζガンダム                       | 2005年10月             |                                                                                      |
| ガブスレイ                                               | 機動戦士Ζガンダム                       | 2005年10月             |                                                                                      |
| キュベレイ                                               | 機動戦士Ζガンダム                       | 2005年11月             | 既発売のパッケージ変更品                                                             |
| ハンブラビ                                               | 機動戦士Ζガンダム                       | 2005年11月             |                                                                                      |
| ジ・O                                                    | 機動戦士Ζガンダム                       | 2006年01月             | 既発売のパッケージ変更品                                                             |
| マラサイ&ガルバルディβ T3イメージカラーバージョン        | ADVANCE OF Ζ ティターンズの旗のもとに   | 2006年01月25日受注開始 | 電撃ホビーマガジン7月誌上限定販売                                                    |
| バウンド・ドック                                         | 機動戦士Ζガンダム                       | 2006年02月             |                                                                                      |
| ファラオガンダムIV世&ミナレットガンダム                  | 機動武闘伝Gガンダム                     | 2006年03月             | トイズドリームプロジェクト限定販売                                                   |
| バクゥ                                                   | 機動戦士ガンダムSEED                    | 2006年05月             |                                                                                      |
| グフイグナイテッド                                       | 機動戦士ガンダムSEED DESTINY            | 2006年06月             |                                                                                      |
| ラゴゥ                                                   | 機動戦士ガンダムSEED                    | 2006年07月             |                                                                                      |
| マタドールガンダム&ガンダムゼブラ                        | 機動武闘伝Gガンダム                     | 2006年07月             | トイズドリームプロジェクト限定販売                                                   |
| バウンド・ドック ゲーツ・キャパ専用機                    | 機動戦士Ζガンダム                       | 2006年08月             |                                                                                      |
| プロヴィデンスガンダム                                   | 機動戦士ガンダムSEED                    | 2006年08月             |                                                                                      |
| コブラガンダム&バイキングガンダム                        | 機動武闘伝Gガンダム                     | 2006年08月             | トイズドリームプロジェクト限定販売                                                   |
| ガザC ハマーン・カーン専用機                             | 機動戦士Ζガンダム                       | 2006年09月             |                                                                                      |
| アッシマー グリーンダイバーズバージョン                  | ガンダム新体験 グリーンダイバーズ       | 2006年09月             | 初回限定販売                                                                         |
| ケンプファー                                             | 機動戦士ガンダム0080 ポケットの中の戦争 | 2006年10月             | 既発売のパッケージ変更品                                                             |
| リ・ガズィ                                               | 機動戦士ガンダム 逆襲のシャア           | 2006年10月             | 既発売のパッケージ変更品                                                             |
| グフイグナイテッド イザーク・ジュール専用機              | 機動戦士ガンダムSEED DESTINY            | 2006年10月             |                                                                                      |
| ジェガン&ベースジャバー                                  | 機動戦士ガンダム 逆襲のシャア           | 2006年10月             | トイズドリームプロジェクト限定販売                                                   |
| メタス&メガ・バズーカ・ランチャー                        | 機動戦士Ζガンダム                       | 2006年11月             |                                                                                      |
| ガザC                                                    | 機動戦士Ζガンダム                       | 2006年11月             |                                                                                      |
| グフ・カスタム                                           | 機動戦士ガンダム 第08MS小隊             | 2006年12月             | 既発売のパッケージ変更品                                                             |
| グフイグナイテッド ハイネ・ヴェステンフルス専用機        | 機動戦士ガンダムSEED DESTINY            | 2006年12月             |                                                                                      |
| ヅダ(1番機)                                              | 機動戦士ガンダム MS IGLOO 1年戦争秘録   | 2007年01月             |                                                                                      |
| ガンダムTR-1［ヘイズル］                                 | ADVANCE OF Ζ ティターンズの旗のもとに   | 2007年02月             |                                                                                      |
| アカツキ(オオワシ装備型)                                 | 機動戦士ガンダムSEED DESTINY            | 2007年03月             |                                                                                      |
| アカツキ(シラヌイ装備型)                                 | 機動戦士ガンダムSEED DESTINY            | 2007年07月             |                                                                                      |
| ガンダムエクシア                                         | 機動戦士ガンダム00                      | 2007年11月             |                                                                                      |
| ガンダムデュナメス                                       | 機動戦士ガンダム00                      | 2007年12月             |                                                                                      |
| ガンダムキュリオス                                       | 機動戦士ガンダム00                      | 2007年12月             |                                                                                      |
| ガンダムヴァーチェ                                       | 機動戦士ガンダム00                      | 2007年12月             |                                                                                      |
| ガンダム TR-1［ヘイズル改］                              | ADVANCE OF Ζ ティターンズの旗のもとに   | 2008年02月             |                                                                                      |
| ガンダムスローネツヴァイ                                 | 機動戦士ガンダム00                      | 2008年05月31日         |                                                                                      |
| ガンダムスローネドライ                                   | 機動戦士ガンダム00                      | 2008年05月31日         |                                                                                      |
| ティエレン地上型                                         | 機動戦士ガンダム00                      | 2008年06月28日         |                                                                                      |
| ガンダムスローネアイン                                   | 機動戦士ガンダム00                      | 2008年07月26日         |                                                                                      |
| ヅダ(2番機)                                              | 機動戦士ガンダム MS IGLOO 黙示録0079    | 2008年09月27日         |                                                                                      |
| ヅダ(予備機)                                             | 機動戦士ガンダム MS IGLOO 黙示録0079    | 2008年09月27日         |                                                                                      |
| ガンダムナドレ                                           | 機動戦士ガンダム00                      | 2008年09月27日         |                                                                                      |

## 大型サイズのMOBILE SUIT IN ACTION!!
発売時期によって名称が異なるが、共にMIAを約1.5倍にスケールアップしたシリーズ。

### DX MS IN ACTION
DX MS IN ACTION（デラックス・モビルスーツ・イン・アクション）は、2001年12月から展開された。
発売リスト
| 商品名                      | 作品名                               | 発売時期   | 備考 |
| --------------------------- | ------------------------------------ | ---------- | ---- |
| ガンダム試作1号機(宇宙仕様) | 機動戦士ガンダム0083 STARDUST MEMORY | 2001年12月 |      |
| ガンダム試作2号機           | 機動戦士ガンダム0083 STARDUST MEMORY | 2001年12月 |      |
| νガンダム                   | 機動戦士ガンダム 逆襲のシャア        | 2002年04月 |      |
| サザビー                    | 機動戦士ガンダム 逆襲のシャア        | 2002年04月 |      |

### BIG SCALE MOBILE SUIT IN ACTION!!
BIG SCALE MOBILE SUIT IN ACTION!!（ビッグ・スケール・モビルスーツ・イン・アクション!!）は、2004年3月に発売された。
発売リスト
| 商品名           | 作品名              | 発売時期   | 備考 |
| ---------------- | ------------------- | ---------- | ---- |
| ゴッドガンダム   | 機動武闘伝Gガンダム | 2004年03月 |      |
| マスターガンダム | 機動武闘伝Gガンダム | 2004年03月 |      |

## Advanced MS IN ACTION
Advanced MS IN ACTION（アドバンスド・モビルスーツ・イン・アクション）は、『機動戦士ガンダムSEED』放送時の2002年12月から展開されたシリーズ。略称は「AMIA」。
初期アイテムはダイキャストを使用したフレームに外装を装着する仕様だったが、後期アイテムでは廃され通常のMIAと同じ仕様に変更された。
『機動戦士ガンダムSEED』に登場するモビルスーツに特化して日本国内で展開された。しかし後に『機動戦士ガンダムSEED』が海外で放送される際には発売されず、新規に通常のMIAが制作され、後に日本国内でも発売されている。
発売リスト
| 商品名                                          | 発売時期   | 備考                                                   |
| ----------------------------------------------- | ---------- | ------------------------------------------------------ |
| ストライクガンダム                              | 2002年12月 |                                                        |
| デュエルガンダム                                | 2002年12月 |                                                        |
| エールストライクガンダム                        | 2003年01月 | ストライクガンダム本体の塗装はディアクティブモード仕様 |
| ランチャーストライク & ソードストライクガンダム | 2003年02月 |                                                        |
| デュエルガンダム アサルトシュラウド             | 2002年03月 | デュエルガンダム本体の塗装はディアクティブモード仕様   |
| ブリッツガンダム                                | 2002年03月 |                                                        |
| イージスガンダム                                | 2003年04月 | 装甲の着脱は不可                                       |
| バスターガンダム                                | 2003年04月 |                                                        |
| フリーダムガンダム                              | 2003年06月 | 装甲の着脱は不可                                       |
| ジャスティスガンダム                            | 2003年06月 | 装甲の着脱は不可                                       |
| レイダーガンダム                                | 2003年09月 | 装甲の着脱は不可                                       |
| フォビドゥンガンダム                            | 2003年09月 | 装甲の着脱は不可                                       |
| カラミティガンダム                              | 2003年10月 | 装甲の着脱は不可                                       |

## EXTENDED MOBILE SUIT IN ACTION!!
EXTENDED MOBILE SUIT IN ACTION!!（エクステンデッド・モビルスーツ・イン・アクション!!）は、2004年12月から展開されたMIAの上位シリーズ。略称は「EMIA」。
主にMIAで発売済のアイテムを新造形でリメイクする形で商品化されており、一部に硬質素材が採用され全塗装や汚し処理が施されている。
発売リスト
| 商品名                                             | 作品名                                   | 発売時期       | 備考                                                     |
| -------------------------------------------------- | ---------------------------------------- | -------------- | -------------------------------------------------------- |
| グフ                                               | 機動戦士ガンダム                         | 2004年12月     |                                                          |
| ガンダムMk-II ティターンズカラー(3号機)            | 機動戦士Ζガンダム                        | 2005年01月     |                                                          |
| ガンダムMk-II エゥーゴカラー                       | 機動戦士Ζガンダム                        | 2005年02月     | ガンダムMk-II ティターンズカラー(3号機)の色替品          |
| ガンダムMk-II ティターンズカラー(1号機)            | 機動戦士Ζガンダム                        | 2005年04月     | ガンダムMk-II ティターンズカラー(3号機)のプリント変更品  |
| ガンダムMk-II ティターンズカラー(2号機)            | 機動戦士Ζガンダム                        | 2005年04月     | ガンダムMk-II ティターンズカラー(3号機)のプリント変更品  |
| Ζガンダム                                          | 機動戦士Ζガンダム                        | 2005年06月     |                                                          |
| 量産型ザク                                         | 機動戦士ガンダム                         | 2005年09月     |                                                          |
| シャア専用ザク                                     | 機動戦士ガンダム                         | 2005年11月     | 量産型ザクの仕様変更品                                   |
| ガンダム                                           | 機動戦士ガンダム                         | 2006年02月     |                                                          |
| フリーダムガンダム                                 | 機動戦士ガンダムSEED                     | 2006年04月     |                                                          |
| ジャスティスガンダム                               | 機動戦士ガンダムSEED                     | 2006年06月     | MIA版は未発売                                            |
| 大気圏突入～ガンダムMk-II & フライングアーマー～   | 機動戦士Ζガンダム                        | 2006年08月     | ガンダムMk-II エゥーゴカラーとフライングアーマーのセット |
| 百式                                               | 機動戦士Ζガンダム                        | 2006年09月     |                                                          |
| νガンダム                                          | 機動戦士ガンダム 逆襲のシャア            | 2006年12月     |                                                          |
| サザビー                                           | 機動戦士ガンダム 逆襲のシャア            | 2006年12月     |                                                          |
| シャア専用ゲルググ                                 | 機動戦士ガンダム                         | 2007年04月     |                                                          |
| ストライクノワール                                 | 機動戦士ガンダムSEED C.E.73 STARGAZER    | 2007年06月     | MIA版は未発売                                            |
| ゲルググキャノン                                   | MSV                                      | 2007年07月     | シャア専用ゲルググの仕様変更品                           |
| ジョニー・ライデン専用高機動型ゲルググ             | MSV                                      | 2007年07月     | シャア専用ゲルググの仕様変更品                           |
| ガンダム(リアルタイプカラー)                       | 機動戦士ガンダム                         | 2007年09月     | ガンダムの色替品                                         |
| ウイングガンダムゼロ（エンドレスワルツバージョン） | 新機動戦記ガンダムW Endless Waltz        | 2007年09月     |                                                          |
| ザクII(リアルタイプカラー)                         | 機動戦士ガンダム                         | 2008年01月26日 | シャア専用ザクの色替品                                   |
| 量産型ゲルググ                                     | 機動戦士ガンダム                         | 2008年09月27日 | シャア専用ゲルググの仕様変更品                           |
| ゲルググ(ヘルベルト・フォン・カスペン専用機)       | 機動戦士ガンダム MS IGLOO - 黙示録0079 - | 2008年10月25日 | シャア専用ゲルググの仕様変更品 MIA版は未発売             |
| G-3ガンダム                                        | MSV                                      | 2008年10月25日 | ガンダムの色替品                                         |

### SUPER ROBOT IN ACTION!!
香港バンダイ限定品。
発売リスト
| 商品名                         | 発売時期 | 備考 |
| ------------------------------ | -------- | ---- |
| マジンガーZ                    | 2000年頃 |      |
| マジンガーZ ブラックバージョン |          |      |
| ゲッターロボ1                  |          |      |
| ライディーン                   |          |      |
| コンバトラーV                  |          |      |
| ガイキング                     |          |      |
| ガイキング ブラックバージョン  |          |      |

### AURA BATTLER IN ACTION!!
AURA BATTLER IN ACTION!!（オーラバトラー・イン・アクション!!）は、『聖戦士ダンバイン』のオーラバトラーを立体化したシリーズ。略称は『AIA』。
発売リスト
| 商品名                       | 発売時期 | 備考                           |
| ---------------------------- | -------- | ------------------------------ |
| ダンバイン                   |          |                                |
| ビルバイン                   |          |                                |
| ビルバイン迷彩塗装バージョン |          | 電撃ホビーマガジン誌上限定販売 |

### WALKER MACHINE IN ACTION!!
WALKER MACHINE IN ACTION!!（ウォーカーマシン・イン・アクション!!）は、『戦闘メカ ザブングル』のウォーカーマシンを立体化したシリーズ。略称は『WIA』。
発売リスト
| 商品名               | 発売時期 | 備考 |
| -------------------- | -------- | ---- |
| ザブングル           |          |      |
| ウォーカー・ギャリア |          |      |

### LABOR IN ACTION
LABOR IN ACTION（レイバー・イン・アクション）は、『機動警察パトレイバー』のレイバーを立体化したシリーズ。略称は『LIA』。
発売リスト
| 商品名          | 発売時期   | 備考 |
| --------------- | ---------- | ---- |
| イングラム1号機 | 2002年03月 |      |

### KERORO IN ACTION!?
KERORO IN ACTION!?（ケロロ・イン・アクション）は、『ケロロ軍曹』のキャラクターを立体化したシリーズ。
発売リスト
| 商品名       | 発売時期   | 備考 |
| ------------ | ---------- | ---- |
| ケロロ軍曹   | 2005年09月 |      |
| ギロロ伍長   | 2005年09月 |      |
| タママ二等兵 | 2005年12月 |      |
| クルル曹長   | 2005年12月 |      |
| ドロロ兵長   | 2005年12月 |      |

### IN ACTION!! OFFSHOOT
IN ACTION!! OFFSHOOT（イン・アクション!! オフシュート）は、過去に作品毎に個別に展開していたシリーズを一つにまとめたシリーズ。略称は『IAO』。
初期アイテム4点発売の約半年後となる2008年4月以降には、『コードギアス 反逆のルルーシュ』のナイトメアフレームが展開され、ABS・PVC・POMを組み合わせて造形されており、後に発売される『ROBOT魂』にも継承されている。またシリーズが『ROBOT魂』に移行した後も、『IN ACTION!! OFFSHOOT』として本シリーズの仕様変更品が限定発売されている。
発売リスト
| 商品名                       | 作品名                        | 発売時期           | 備考                                                                   |
| ---------------------------- | ----------------------------- | ------------------ | ---------------------------------------------------------------------- |
| エルガイム                   | 重戦機エルガイム              | 2007年06月         |                                                                        |
| ザブングル                   | 戦闘メカ ザブングル           | 2007年06月         | WIA版の仕様変更品                                                      |
| ダンバイン                   | 聖戦士ダンバイン              | 2007年08月         | AIA版の仕様変更品                                                      |
| ビルバイン                   | 聖戦士ダンバイン              | 2007年08月         | AIA版の仕様変更品                                                      |
| ランスロット                 | コードギアス 反逆のルルーシュ | 2008年04月26日     |                                                                        |
| サザーランド(一般機)         | コードギアス 反逆のルルーシュ | 2008年04月26日     |                                                                        |
| サザーランド(純血派機)       | コードギアス 反逆のルルーシュ | 2008年04月26日     |                                                                        |
| グロースター(ギルフォード機) | コードギアス 反逆のルルーシュ | 2008年05月31日     |                                                                        |
| グロースター(コーネリア機)   | コードギアス 反逆のルルーシュ | 2008年06月28日     |                                                                        |
| 紅蓮弐式                     | コードギアス 反逆のルルーシュ | 2008年08月09日     |                                                                        |
| ランスロット・コンクエスター | コードギアス 反逆のルルーシュ | 2008年08月30日     |                                                                        |
| 無頼(ゼロ専用機)             | コードギアス 反逆のルルーシュ | 2008年10月25日     |                                                                        |
| 無頼(黒の騎士団機)           | コードギアス 反逆のルルーシュ | 2008年10月25日     |                                                                        |
| 無頼改(藤堂機)               | コードギアス 反逆のルルーシュ | 2008年11月22日     |                                                                        |
| グラスゴー                   | コードギアス 反逆のルルーシュ | 2008年12月下旬発送 | 無頼の仕様変更品 魂ウェブ商店限定販売                                  |
| サザーランド可翔式           | コードギアス 反逆のルルーシュ | 2009年01月下旬発送 | サザーランド(純血派機)の仕様変更品 魂ウェブ商店限定販売                |
| サザーランド・エア(セシル機) | コードギアス 反逆のルルーシュ | 2009年02月下旬発送 | サザーランドの仕様変更品 魂ウェブ商店限定販売                          |
| グラスゴー/無頼(カレン機)    | コードギアス 反逆のルルーシュ | 2009年02月下旬発送 | 無頼の仕様変更品 グラスゴーと無頼のコンパチモデル 魂ウェブ商店限定販売 |
| 無頼改(四聖剣機)             | コードギアス 反逆のルルーシュ | 2009年03月下旬発送 | 無頼改(藤堂機)の仕様変更品 魂ウェブ商店限定販売                        |
| ランスロット・フロンティア   | コードギアス 反逆のルルーシュ | 2009年08月上旬発送 | ランスロット・コンクエスターの仕様変更品 魂ウェブ商店限定販売          |

## 関連アイテム

### U.C.Arms Gallery
U.C.Arms Gallery（ユニバーサルセンチュリー・アームズギャラリー）は、ハヤト・コバヤシが館長をつとめたケネディ宇宙博物館に展示されていたとされる、宇宙世紀作品に登場する武器を立体化したシリーズ。略称は「UCAG」。
サイズがMOBILE SUIT IN ACTION!!と同スケールであるため、モビルスーツに持たせる事が可能となっている。
各6種で3シリーズ(Vol.1ジオン実弾兵器編／Vol.2連邦ビーム兵器編／Vol.3アナハイム・エレクトロニクス編)が発売されている。1BOX12個入りで、1BOXに各シリーズ6種が全て2個ずつ揃っている。またパッケージなどに武器メーカーや兵器型番が記載されている。
- Vol.1ジオン実弾兵器編
  - ZMC38III/M-120A1 120mm MACHINE GUN ザクマシンガン ZEONIC
  - ZMP-47D 105mm/120mm MACHINE GUN ザクマシンガン ZEONIC
  - M-120AS 120mm MACHINE GUN マシンガン
  - MMP-80 90mmMACHINE GUN マシンガン
  - ZIM/M・T-K175C 175mm RECOILLESS RIFLE マゼラトップ砲 ZIMMAD
  - ZUX-197 JAGDGEWEHR ショットガン
- Vol.2連邦ビーム兵器編
- Vol.3アナハイム・エレクトロニクス編

### M&V SERIES
M&V SERIES（エムアンドブイ・シリーズ）は、艦船を立体化したシリーズ。なおMOBILE SUIT IN ACTION!!と同スケールではない。
海外ではMOBILE SUIT IN ACTION!!として発売されたが、日本ではトイズドリームプロジェクト限定で別シリーズで発売された。
| 商品名                                   | 作品名                               | 発売時期   | 備考 |
| ---------------------------------------- | ------------------------------------ | ---------- | ---- |
| ペガサス級強襲揚陸艦アルビオン           | 機動戦士ガンダム0083 STARDUST MEMORY |            |      |
| ザンジバル級機動巡洋艦リリー・マルレーン | 機動戦士ガンダム0083 STARDUST MEMORY |            |      |
| ムサイ級軽巡洋艦後期型ペールギュント     | 機動戦士ガンダム0083 STARDUST MEMORY |            |      |
| ミデア&ガウ                              | 機動戦士ガンダム                     | 2005年12月 |      |